# Casa Badia (Terrassa)
La Casa Badia, abans anomenada Casa Josefa Beltran, és un edifici del centre de Terrassa, situada a la plaça Vella, inclosa a l'Inventari del Patrimoni Arquitectònic de Catalunya.

## Descripció

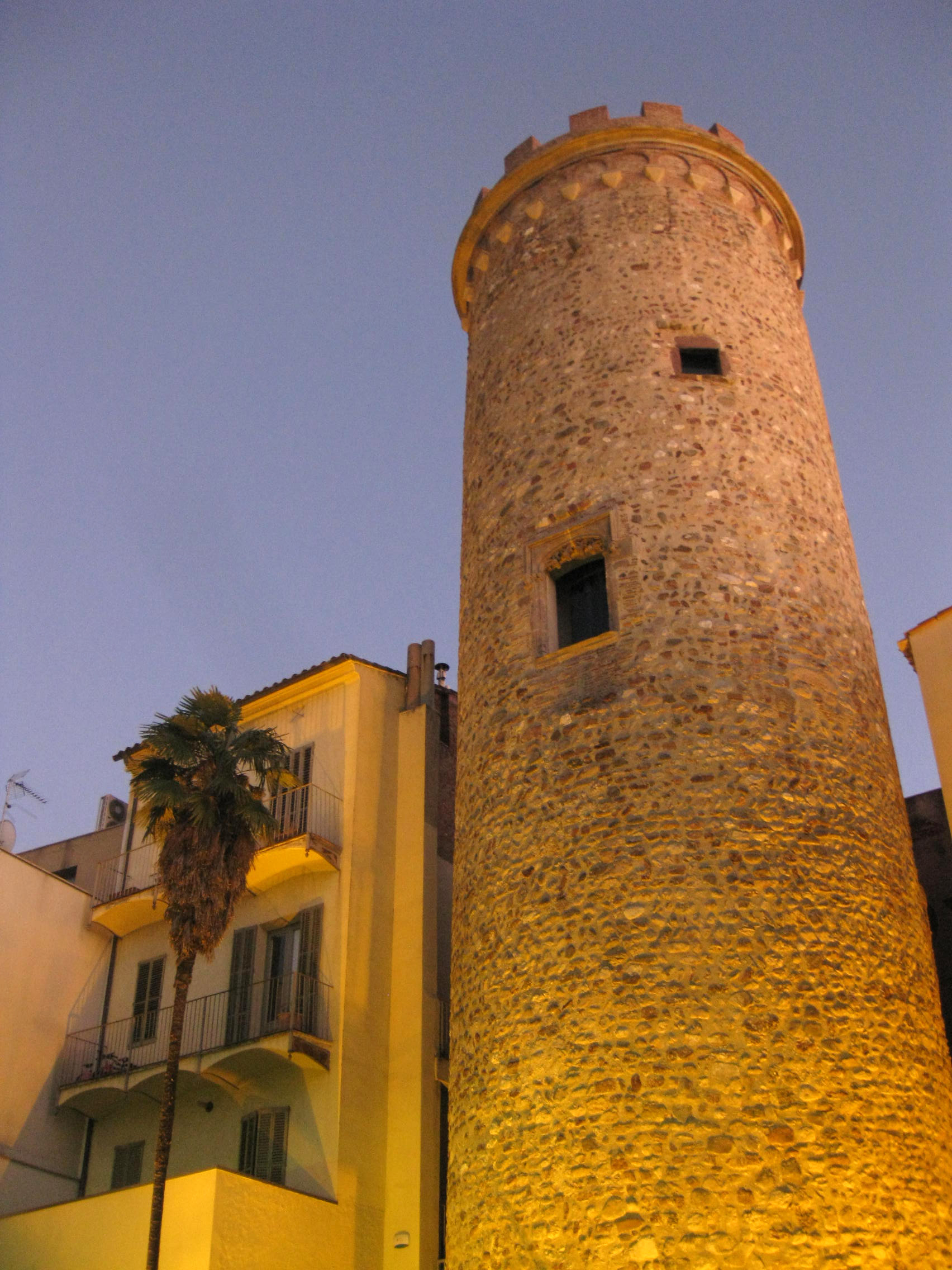
Façana posterior de l'edifici, gairebé adossada a la Torre del Palau

Es tracta d'un habitatge entre mitgeres situat en una parcel·la molt estreta, de planta baixa i quatre pisos, amb terrat. A la planta baixa hi ha la porta d'accés a l'edifici i un comerç a la banda esquerra. Hi ha dues obertures a cada pis, totes allindanades, i amb balcons (individual als pisos primer, tercer i quart i comú a les dues obertures del pis segon). La façana mostra elements d'inspiració clàssica, amb pilastres adossades als brancals de les obertures dels balcons, llindes motllurades i mènsules.

## Història i situació
L'edifici va ser bastit per l'arquitecte Melcior Viñals l'any 1915.
Configura la banda nord de la plaça Vella, juntament amb l'antic Cafè Colón de Lluís Muncunill i les dues cases veïnes, la de la dreta anomenada Casa Francesca Sendra, construïda també pel mateix arquitecte uns anys més tard, mentre que la de l'esquerra, d'escàs interès, és posterior. Per la part de darrere, es troba gairebé adossada a la Torre del Palau, únic vestigi de l'antic castell de Terrassa, enderrocat a final del segle xix. Ara tant la torre com la part posterior de les cases d'aquesta banda de la plaça Vella són visibles gràcies a l'obertura de la plaça de la Torre del Castell-Palau, que ocupa l'antic pati interior dels edificis.